# Festa della Madonna della Salute

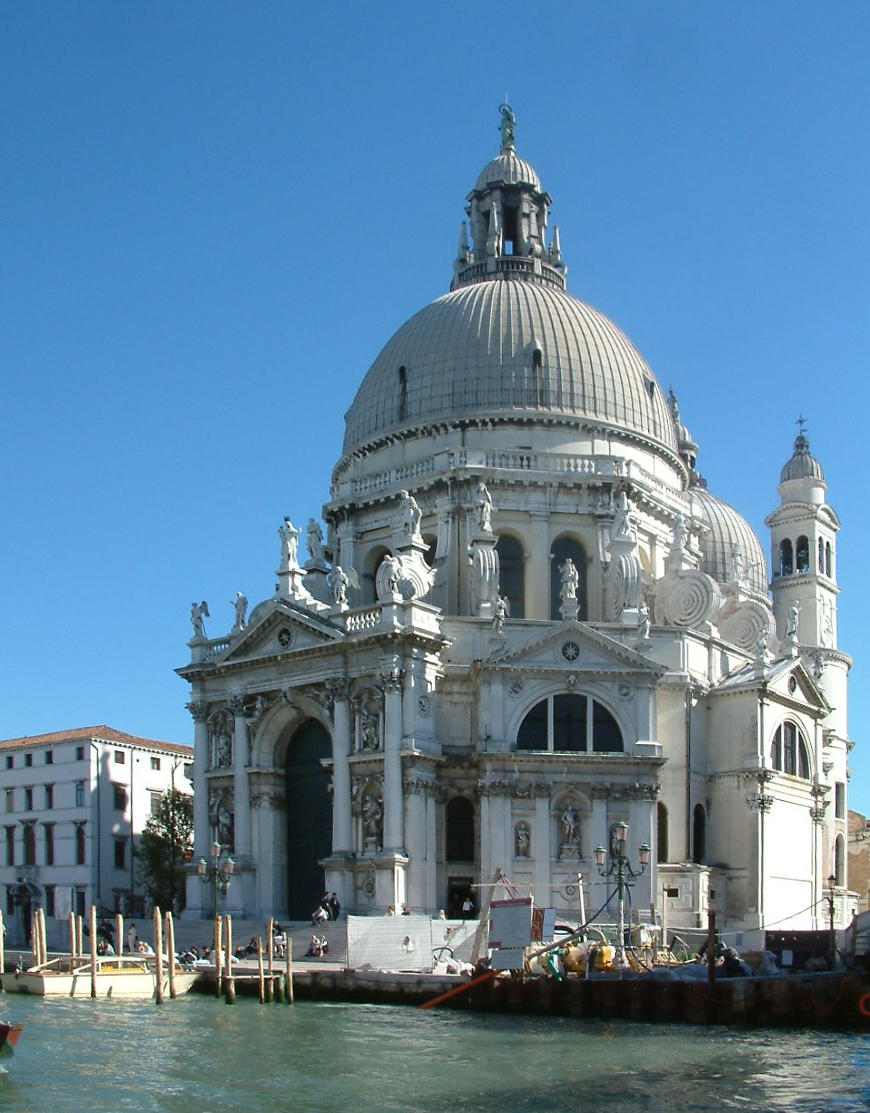
Il tempio votivo dedicato a Santa Maria della Salute

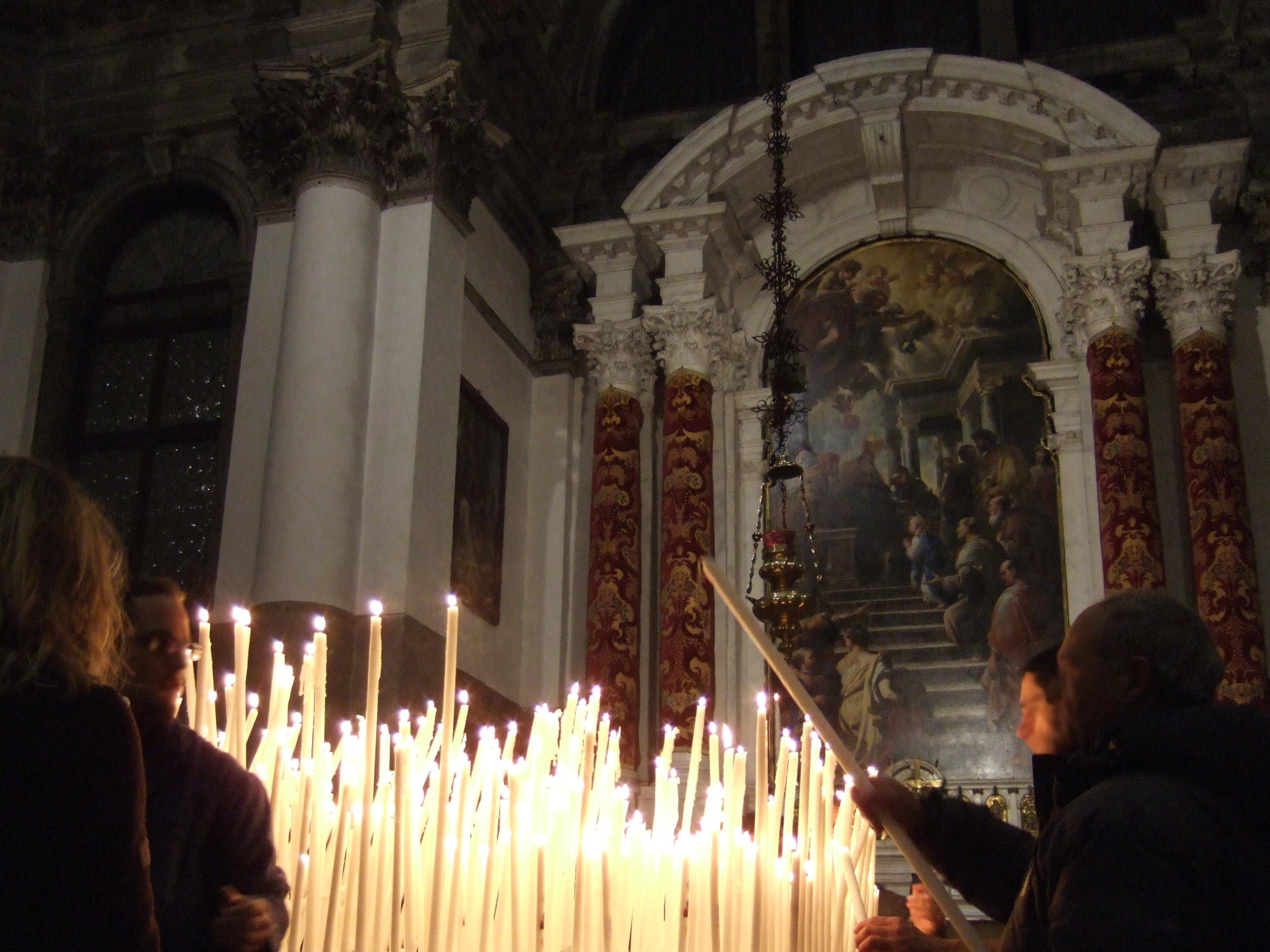
Vista dell'interno 21 novembre 2008

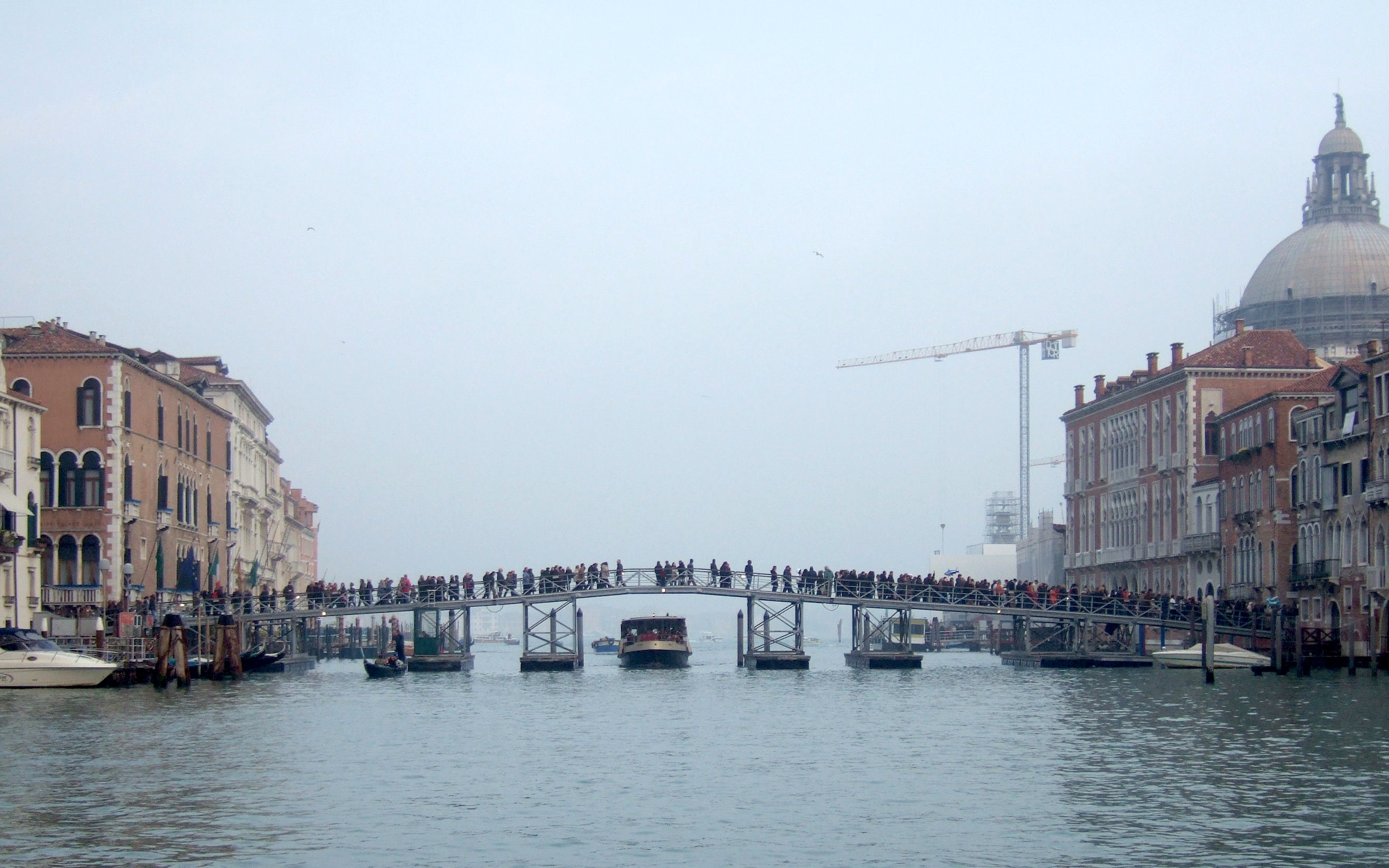
Ponte provvisorio a Santa Maria del Giglio in occasione del pellegrinaggio alla Salute

La festa della Madonna della Salute è una festa religiosa istituita dalla Repubblica Veneta nel 1630 e osservata solennemente in tutto il territorio della Serenissima fino alla sua caduta. Ha luogo il 21 novembre, giorno della Presentazione della Beata Vergine Maria, e ancor oggi si celebra spontaneamente nella città di Venezia, a Trieste e in moltissime città e paesi dell'antica Repubblica, in Italia, in Istria e in Dalmazia.
La Serenissima infatti, per permettere alle popolazioni distanti dalla Capitale di osservare la Festa, favorì la costruzione in tutta la Repubblica di santuari dedicati alla Madonna della Salute, che sono a tutt'oggi numerosissimi, anche in piccoli paesi, e molti di questi santuari sono ancor oggi, come a Venezia, meta di pellegrinaggi non solo il 21 novembre ma anche in altre date, a seconda del comune celebrante.

## A Venezia
A Venezia il pellegrinaggio ha come meta la basilica di Santa Maria della Salute.
Durante tutta la giornata, nella basilica, tenuta aperta senza interruzione, vengono celebrate in continuazione messe e rosari, con un afflusso continuo di fedeli. Per facilitare il pellegrinaggio, viene eretto sul Canal Grande un ponte provvisorio in legno che collega da Santa Maria del Giglio alle vicinanze dell basilica. Nella città di Venezia il 21 novembre è ancor oggi giorno festivo anche agli effetti civili, grazie ad una fortuita coincidenza: il giorno del Santo Patrono di Venezia, San Marco, cade il 25 aprile, in cui la Repubblica Italiana celebra la Liberazione. In questi casi la legge consente che il Comune scelga un altro giorno per usufruire della festività patronale, e il Comune di Venezia ha scelto il giorno della Madonna della Salute. 
La ricorrenza è particolarmente sentita dalla popolazione veneziana. È tradizione, nel giorno della festa della Salute, consumare una pietanza a base di carne, la cosiddetta "castradina".

## In altri comuni
In Veneto la Madonna della Salute è celebrata in tantissimi comuni, anche non appartenenti alla provincia di Venezia, e cade quasi sempre il 21 novembre. Alcuni comuni che celebrano l'evento sono Dolo, San Michele al Tagliamento, Monteortone-Abano Terme PD Este, Cavaso del Tomba e Camposampiero e Chioggia .
Nella provincia di Trieste e nel capoluogo stesso è altresì festeggiata il 21 novembre.
In Emilia-Romagna, nel comune di Solarolo, ove è anche presente un santuario dedicato alla Madonna della Salute, viene celebrata una partecipata funzione religiosa in suo onore nel mese di settembre.
In Sardegna la Madonna sotto tale titolo è festeggiata a Sassari dal Gremio dei piccapietre di cui è patrona. La festa è particolarmente sentita anche dalla comunità di Gonnosfanadiga, ove è considerata una delle feste principali del paese sin dalla sua inaugurazione, nel 1849. È celebrata l'ultima domenica di maggio, e gli eventi si protraggono per più giorni.
Si celebra in altri paesi sardi in date diverse, come ad esempio a Pozzomaggiore, a Masainas e a Villanovafranca, durante l'ultimo fine settimana di settembre. A Ittiri, ove la Madonna della Salute è celebrata come patrona dei commercianti, la festa si tiene invece a inizio settembre.
In Calabria, ad Amendolara e più in particolare nella frazione di Amendolara Marina, è presente la parrocchia dedicata alla Madonna della Salute, la cui festa è celebrata in agosto.

## Origini
La ricorrenza trae origine dalla grande epidemia di peste bubbonica che colpì tutto il nord Italia tra il 1630 e il 1631. Si tratta della stessa epidemia descritta anche da Alessandro Manzoni ne I promessi sposi. 
Il contagio si estese a Venezia in seguito all'arrivo di alcuni ambasciatori di Mantova, città già particolarmente colpita dall'epidemia, inviati a chiedere aiuti alla Repubblica di Venezia. Gli ambasciatori furono alloggiati in quarantena nell'isola di San Servolo ma nonostante questa precauzione alcune maestranze entrate in contatto con gli ospiti subirono il contagio e diffusero il morbo nell'area cittadina. L'epidemia fu particolarmente virulenta: nel giro di poche settimane l'intera città venne colpita, con pesanti perdite tra gli abitanti e ne furono vittime lo stesso doge Nicolò Contarini e il patriarca Giovanni Tiepolo. 
Nel momento culminante dell'epidemia, in assenza di altre soluzioni, il governo della Repubblica organizzò una processione di preghiera alla Madonna, a cui partecipò per tre giorni e per tre notti tutta la popolazione superstite. Il 22 ottobre 1630 il doge fece voto solenne di erigere un tempio votivo particolarmente grandioso e solenne se la città fosse sopravvissuta al morbo.
Poche settimane dopo la processione, l'epidemia subì prima un brusco rallentamento per poi lentamente regredire fino a estinguersi definitivamente nel novembre 1631. Il bilancio finale fu stimato in quasi 47.000 morti nel solo territorio cittadino (oltre un quarto della popolazione) e quasi 100.000 nel territorio del Dogado. Il governo decretò allora di ripetere ogni anno, in segno di ringraziamento, la processione in onore della Madonna denominata da allora della "Salute".
Il governo della Repubblica mantenne fede al voto, individuando nell'area della Dogana da Mar, oggetto di recenti demolizioni, la meta del pellegrinaggio nonché la sede del nuovo tempio votivo e indicendo subito il concorso per la costruzione della nuova chiesa. Il primo pellegrinaggio di ringraziamento avvenne il 28 novembre 1631, subito dopo la fine dell'epidemia. 
Il concorso venne vinto da Baldassare Longhena con il suo progetto di un tempio barocco a struttura ottagonale sormontato da un'imponente cupola, ovvero l'attuale basilica di Santa Maria della Salute, che fu consacrata il 21 novembre 1687.